# Berwick St James
Berwick St James – wieś w Anglii, w hrabstwie Wiltshire. Leży 13 km na północny zachód od miasta Salisbury i 131 km na zachód od Londynu.